# Vandeleuria nilagirica
Vandeleuria nilagirica — вид гризунів, ендемік Індії.

## Морфологічна характеристика
Довжина голови і тулуба 89 мм, довжина хвоста 127 мм, довжина вух 18 мм. Забарвлення верхніх частин світло-коричнево-каштанове, а нижніх жовто-коричневе, з різкою розділовою лінією вздовж боків. Голова дещо витягнута; вуха довгі й овальні, хвіст довший за голову й тулуб і дрібно вкритий волоссям.

## Середовище проживання
Мешкає у вічнозелених гірських лісах на висоті від 900 до 2100 метрів над рівнем моря, на відносно непорушних плантаціях кави, бананів і кардамону.

## Спосіб життя
Це деревний вид. Будує кулясті гнізда з листям і стеблами трави на гілках.